# Karl Moering

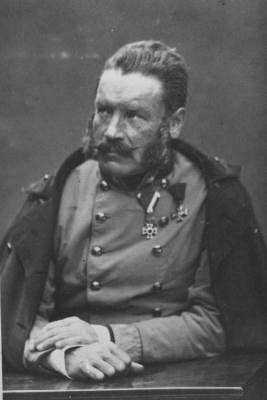
Karl Moering, 1864

Karl Moering (* 19. Mai 1810 in Mariahilf bei Wien; † 26. Dezember 1870 in Wien) war ein österreichischer Offizier, politischer Publizist und 1848 Abgeordneter der Frankfurter Nationalversammlung.

## Herkunft
Seine Eltern waren Ludwig Georg Karl Moering (* 6. Februar 1744; † 4. September 1832) und dessen Ehefrau Theresia Ulrich. Sein Vater war Bandmacher und kam 1805 aus dem preußischen Altmark nach Wien. Dort gründete er einen Betrieb, dort führte er die Jacquard-Karton-Maschinen ein und verbesserte sie auch noch. Sein jüngerer Bruder Andreas (* 11. September 1811) übernahm später die Firma.

## Lebenslauf
Als Sohn eines Handwerkers, der im Zuge der Industrialisierung zum Fabrikanten geworden war, besuchte er die Mittelschule und die Ingenieurakademie in Wien. 1829 trat er als Unterleutnant in das Ingenieurkorps ein, in dem er 1837 bis zum Kapitänleutnant vorrückte. 1840 nahm er an der Expedition einer britisch-türkisch-österreichischen Streitmacht teil, die in Syrien die Bedrohung der Pforte durch den Vizekönig Muhammad Ali Pascha von Ägypten abwehrte. 1841–1843 bereiste er aus eigenem Antrieb England und Nordamerika.
Seit 1846 beim Geniestab in Wien, begann er sich der Politik zuzuwenden und veröffentlichte zahlreiche Artikel und Flugschriften. Außenpolitisch war er auf die Stärkung der Macht Österreichs bedacht, während er innenpolitisch energische Kritik am Metternichschen System übte. Beinahe hätte ihn diese Tätigkeit seine militärische Karriere gekostet, da sie nach dem Militärgesetz nicht gestattet war. In den 1847 in Hamburg veröffentlichten Sibyllinischen Büchern aus Österreich erörterte er die Existenzbedingungen Österreichs mit rückhaltloser Offenheit. Mit diesem Werk trug er zum Sturz Metternichs bei.
1848 wurde er in das Frankfurter Parlament gewählt, wo er vor allem im Wehrausschuss und im Marineausschuss tätig war. Die von der Frankfurter Nationalversammlung im Sommer 1848 installierte Provisorische Zentralgewalt ernannte ihn am 5. Oktober 1848 neben Daniel Friedrich Gottlob Teichert zu einem der beiden Reichskommissare zur Übernahme einer „Hamburger Flottille“ in die Reichsflotte. Moering gehörte ferner zu denen, die die Idee eines Nord-Ostsee-Kanals erneut belebten. Noch vor Auflösung des Parlaments kehrte er in die Armee zurück und kämpfte unter General Radetzky in Oberitalien. 1849 wurde er Major und Geniedirektor in Triest.
Anschließend diente er längere Zeit als Fregattenkapitän in der österreichischen Marine, die damals unter Leitung des dänischen Admirals Hans Birch Dahlerup eine grundlegende Modernisierung erfuhr. Auch nach seiner Rückkehr in die Armee befasste er sich weiter mit Fragen der Küstenbefestigung und der Schiffstechnik. Ab 1862 diente er als Kommandant einer Brigade des VIII. Armeekorps in Italien. Im Dritten Italienischen Unabhängigkeitskrieg von 1866 nahm er als Generalmajor an der Schlacht bei Custoza teil und unterzeichnete am 12. August 1866 in Cormòns den Waffenstillstand zwischen Österreich und dem Königreich Italien. Zum Feldmarschallleutnant befördert, wurde ihm schließlich 1868 der Posten des Statthalters für Triest und das Küstenland anvertraut. Möring war Mitglied verschiedener wissenschaftlicher Gesellschaften, wie des Franklin-Instituts zu Philadelphia, des Nationalinstituts der Wissenschaften in Washington und  Ehrenbürger von Pola.
Moering wurde in Wien auf dem Hietzinger Friedhof in einem ehrenhalber gewidmeten Grab (Gruppe 4, Nummer 80) bestattet.
Die Stadt Wien würdigte ihren Bürger 1894 für seine Leistung als Soldat, Wissenschaftler und Politiker durch die Benennung der Möringgasse im 15. Bezirk Rudolfsheim-Fünfhaus.